# Louis Marie Turreau
Louis Marie Turreau (ur. 4 lipca 1756 w Évreux, zm. 10 grudnia 1816 w Conches), znany także jako Turreau de Garambouville lub Turreau de Linières – francuski generał z okresu wojen rewolucyjnych. Podczas wojny w Wandei organizował tzw. kolumny piekielne, które wymordowały dziesiątki tysięcy mieszkańców Wandei i plądrowały tereny wiejskie. Jako dowódca armii nie odznaczył się większymi osiągnięciami militarnymi. W okresie I Cesarstwa Francuskiego piastował wysokie stanowiska urzędnicze: francuskiego ambasadora w Stanach Zjednoczonych oraz barona cesarstwa.

## Życiorys

### Młodość
Lous-Marie Turreau był synem doradcy finansowego do spraw lasów i wód (pracującego dla hrabiego d'Évreux), który później został merem Évreux. Dzięki zajmowanym przez ojca stanowiskom, rodzina Turreau cieszyła się pewnymi przywilejami pomimo braku szlachectwa. Niemniej jednak Turreau był żarliwym rewolucjonistą już od roku 1789. Znalazł się wśród tej grupy (na czele z burżuazją), która skorzystała na okolicznościach rewolucji.Wybrany na urząd mera Aviron, zakupił kilka majątków kościelnych (m.in. opactwo w Conches).

### Działalność przed rokiem 1794
Przed wybuchem rewolucji Turreau zapisał się do korpusu gwardii hrabiego d'Artois jako rezerwista. Nie rozpoczął jeszcze wtedy czynnej kariery wojskowej. Po wybuchu rewolucji zaciągnął  się do Gwardii Narodowej w Conches. Jej dowódcą został w lipcu 1792 roku. We wrześniu wybrano go na kapitana kompanii ochotniczej z departamentu Eure, którą wysłano do walki na północnym pograniczu Francji. W listopadzie Turreau awansował do rangi pułkownika, a jego oddziały zostały włączone do Armii Mozeli.
W czerwcu 1793 Turreau został przeniesiony do Armii Wybrzeża La Rochelle, w której pozostał do 8 października. Działalność w tej armii nie była dla niego satysfakcjonująca, co wyraził w liście do swojego przyjaciela: „Poruszyłbym niebo i ziemię, bylebym nie musiał jechać do Poitou. Ta wojna mi się nie podoba”. Tak czy owak, Turreau przez dwa miesiące służył w Wandei. Z kolei w okresie od 12 października do 27 listopada 1793 był dowódcą Armii Wschodnich Pirenejów. W tym okresie przegrał bitwę pod Tech (Pla-del-Rey) z hiszpańskim generałem Antonim Ricardosem, stoczoną w dniach 13-15 października. W styczniu 1794 zadenuncjował generała Eustache'a Charlesa d'Aoust Komitetowi Ocalenia Publicznego, przyczyniając się do lipcowej egzekucji d'Aousta. Od 29 grudnia Turreau był naczelnym dowódcą Armii Zachodniej. Stanowisko to nie było dla niego satysfakcjonujące. Przed objęciem dowodzenia w Armii Zachodniej przez Turreau, resztki Wielkiej Armii Katolickiej i Królewskiej zostały rozbite podczas bitwy pod Savenay (23 grudnia) przez Jean-Baptiste'a Klébera oraz François Séverina Marceau.

### Kolumny piekielne
Kolumny piekielne (colonnes infernales) to działania wymierzone przeciwko ludności zbuntowanej Wandei (obszarów położonych na południowym brzegu Loary). Prześladowaniami mieszkańców Wandei kierował generał Turreau. Rozpoczęły się one po klęsce operacji wojskowej virée de Galerne przeciwko armii republikańskiej. Na mocy postanowień Konwentu z 1 sierpnia 1793 oraz 1 października 1793 utworzono 12 kolumn wojskowych, które wysłano do Wandei w celu eksterminacji miejscowej ludności o zapatrywaniach rojalistycznych: zarówno mężczyzn, kobiet, jak i dzieci. Szacuje się, że w trakcie pierwszego kwartału roku 1794 zamordowano od 16 tys. do 40 tys. mieszkańców Wandei.

### Dalsza kariera
20 maja 1794 Turreau został gubernatorem Belle-Île. 28 września tego samo roku został aresztowany. Podczas rocznego pobytu w więzieniu spisał swoje wspomnienia z czasów wojny w Wandei pt. “Mémoires pour servir à l’histoire de la Vendée”. Odmówił poddania się amnestii zarządzonej 4 brumaire'a roku IV (według kalendarza rewolucyjnego), której ogłoszeniem zakończono prace Konwentu Narodowego. Domagał się bowiem całkowitej rehabilitacji. W dniu 19 grudnia 1795 Turreau został uniewinniony przez trybunał wojskowy, który orzekł, że wykonywał on tylko rozkazy napływające z góry. W okresie rządów Konsulatu Turreau pracował jako poseł w Szwajcarii. W okresie od maja do czerwca 1800 roku, dowodził dywizją w trakcie ataku dywersyjnego na Turyn od strony zachodniej. W bitwie pod Marengo nie uczestniczył. W latach 1803–1811 był ambasadorem Francji w Stanach Zjednoczonych. Później dowodził kilkoma bastionami wojskowymi.
W roku 1814 przeszedł na służbę u Ludwika XVIII. Natomiast w okresie Stu Dni Napoleona opublikował “Mémoire contre le retour éphémère des hommes à privilèges” (Memoriał przeciwko tymczasowemu przywróceniu grup uprzywilejowanych”. W okresie restauracji Burbonów uniknął postawienia przed sądem zarówno w sprawie kolumn piekielnych, jak i oszczerstw. Nazwisko Turreau znalazło się na liście osób odznaczonych krzyżem św. Ludwika. Jednak z powodu śmierci nie zdążył wziąć udziału w ceremonii wręczenia orderów.

## Odznaczenia
- Baron de Linières (1812)
- Kawaler orderu św. Ludwika (1814)
- Nazwisko TURREAU zostało wygrawerowane na 15-tej kolumnie paryskiego Łuku Triumfalnego